# Canal Uchusuma
El canal Uchusuma o canal Azucarero es un curso artificial de agua construido en 1954 que deriva aguas desde el río Uchusuma en Perú, cruza hacia Chile en dirección suroeste, bordea el volcán Tacora por su lado sureste y vuelve a entrar a Perú. Continua por la quebrada Vilavilane, pasa por Chuschuco y Piedras Blancas para finalmente desembocar entre Calana y Pollocay en el río Caplina poco antes de la ciudad de Tacna. Su función es servir a la agricultura del valle del Caplina.
No debe ser confundido con el canal Antiguo que derivaba aguas arriba de la bocatoma actual pero seguía casi el mismo trayecto con excepción del inicio que tenía una dirección sur en vez de la dirección suroeste del actual.

## Trayecto
El canal recorre en total de 96 km en tres tramos y un largo túnel:
- desde la bocatoma Uchusuma hasta la entrada al túnel Hualillas Sur que cruza la cordillera Hualillas: 47,5 km, incluido el tramo que cruza el territorio chileno, desde el km 18 hasta el 43, es decir 25 kilómetros. Todo este tramo esta revestido con concreto, corre a tajo abierto y tiene una sección trapezoidal con una capacidad de llevar 1,7 m³/s de agua. El ingreso a Chile se realiza en medio de la laguna Blanca (Chile-Perú).
- el túnel de Hualillas tiene una longitud de 2,2 km, también esta revestido de concreto con sección rectangular y techo de arco para 1,7 m³/s, pero la excavación permite hasta una capacidad de 10 m³/s.
- las aguas continúan su travesía utilizando la quebrada de Vilavilane desde la salida del túnel hasta la bocatoma de Chuschuco. Esta parte no está revestida y se producen pérdidas por filtración. En este tramo, las aguas bajan desde 4277 m s. n. m. hasta 1800 m s. n. m., con lo que ofrecen la posibilidad de ser utilizadas para la generación de energía hidroeléctrica.
- el último tramo es de 16,3 km y corre paralelo a la quebrada Vilavilane en una obra revestida con mampostería de sección trapezoidal con una pendiente de entre 1% y 6%, entre la bocatoma Chuschuco y un lugar llamado Piedras Blancas.

| [[File:01-tacna-arica.jpg\|3500px\|alt={{{Alt\|Zona entre el río Uchusuma y Tacna en los Mapas Provinciales Atlas Centenario.]] File:01-tacna-arica.jpgZona entre el río Uchusuma y Tacna en los Mapas Provinciales Atlas Centenario. | [[File:Txu-oclc-224300691-se19-6.jpg\|3500px\|alt={{{Alt\|Sección del mapa estadounidense de la zona entre el río Uchusuma y la falda noroeste del volcán Tacora, con toponimia diferente a la actual.]] File:Txu-oclc-224300691-se19-6.jpgSección del mapa estadounidense de la zona entre el río Uchusuma y la falda noroeste del volcán Tacora, con toponimia diferente a la actual. |

El mapa completo de las FF.AA. de EE. UU. expuesto muestra el trayecto del canal Uchusuma y del canal Uchusuma Antiguo en toda su extensión. Sin embargo, los llama canal Mauri y canal Uchusuma, respectivamente. Para nosotros rigen los nombres utilizados por la autoridad respectiva del Perú, que llama al canal construido en 1954 "canal Uchusuma". El canal construido en el siglo XIX es llamado canal Uchusuma Antiguo.

## Caudal y régimen
El canal lleva un caudal medio anual de 0,51 m³/s y su régimen es bastante parejo sin grandes variaciones durante el año.

## Historia
El canal fue construido durante la ocupación chilena de la región de Tacna que siguió al Tratado de Ancón y fue considerado en La Paz una violación a los derechos de Bolivia sobre sus aguas.: 14  Por el Tratado de Lima de 1929, Chile renunció al uso de las aguas del río Uchusuma en favor del Perú.
El canal Uchusuma Antiguo corre algo más al norte del que llamamos aquí canal Uchusuma. Luis Risopatrón describía al único canal existente en 1924 y construido en el siglo XIX, es decir el canal antiguo así:: 911 
Uchusuma (Canal de): Tiene 4 m de ancho, 2 de profundidad y 3 m³ de capacidad, ha sido derivado del río de su nombre, lleva 200 litros de agua por segundo i despues de 45 kilómetros de curso, llega al portezuelo de Guilillas Norte, en el que se ha labrado, 50 m más abajo, un túnel de 730 m de largo, en pórfidos metamórficos i masas piroxénicas; al final de 46 275 m arroja sus aguas a los orígenes de la quebrada de Higuerani, para regar las tierras de las inmediaciones de la ciudad de Tacna. Fue construido i terminado en parte por don Fernando Hughes, en virtud de un contrato firmado en 1867.